# Ignacio Pirovano
Ignacio Pirovano (Buenos Aires, 23 de agosto de 1844-Buenos Aires, 2 de julio de 1895) fue un destacado cirujano argentino. Se ha destacado no solo por sus cualidades quirúrgicas, perfeccionó la utilización de la asepsia en la cirugía argentina y realizó la primera laparotomía del país, sino también por formar una gran cantidad de destacados cirujanos, lo que le valió el título de padre de la cirugía argentina.

## Biografía
Era hijo de Aquiles Pirovano y Catalina Ayeno. Si bien su abuelo y bisabuelo habían ejercido la medicina en Europa, su padre era un platero italiano que había emigrado a la Argentina pero que no había logrado desarrollarse económicamente. Pirovano debió trabajar para costearse sus estudios, trabajando en una farmacia, como farmacéutico y llegó a ser practicante del Dr. Francisco Muñiz en la guerra contra el Paraguay en 1865 y durante las epidemias de cólera en 1867 y de fiebre amarilla en 1871.
Pirovano realizó sus estudios secundarios en el Colegio Nacional de Buenos Aires, y en 1866 ingresó a la Facultad de Ciencias Médicas de la Universidad de Buenos Aires. Ya había obtenido el título de farmacéutico cuando en 1872 se graduó como médico, sorprendiendo con su tesis Herniotomía sobre la extirpación de hernias, que presentaba un adelanto en relación con los métodos de la época. Recibió una beca del Gobierno de la Ciudad de Buenos Aires que le permitió perfeccionarse en Francia. Allí frecuentó las clases de Claude Bernard y Luis Pasteur, asistió a las sesiones quirúrgicas de Auguste Nélaton y Jules Péan y conoció a Joseph Lister, quien le daría los fundamentos antisépticos que luego desarrollaría en el país y mejorarían la cirugía argentina. Tras tres años de estudios, regresó a Buenos Aires graduado como Doctor en la Facultad de Medicina de París.

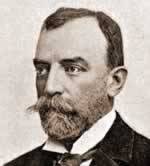
Dr Ignacio Pirovano.

Al regresar fue nombrado titular de la cátedra Histología y Anatomía Patológica, en la Universidad de Buenos Aires. Allí instaló un laboratorio y desarrolló el uso sistemático del microscopio, que hasta su llegada no existía en la institución. En 1879 ocupó la cátedra de Medicina Operatoria y en 1882 la de Clínica Quirúrgica, tras la muerte de Manuel Augusto Montes de Oca.
El método antiséptico de Lister, basado en vaporizaciones del campo operatorio con ácido fénico, había sido introducido al país por Manuel Montes de Oca, pero fue Pirovano quien perfeccionó su utilización y la extendió al ámbito hospitalario. Practicó especialmente la cirugía de cabeza, cuello y extremidades, y su fama hizo que centralizara la mayoría de las operaciones de Buenos Aires y hasta del resto del país. Se retiraría de la actividad debido a un cáncer de la base de la lengua, y fallecería el 2 de julio de 1895, a los cincuenta años. Actualmente, un hospital ubicado en el barrio porteño de Coghlan lleva su nombre, el nombre del mismo es Hospital General de Agudos "Dr. I. Pirovano.